# Хатояма Юкіо
Хатояма Юкіо (яп. 鳩山 由紀夫, はとやま ゆきお; нар. 11 лютого 1947, Токіо) — прем'єр-міністр Японії (з 16 вересня 2009 до 8 червня 2010). Лідер і один із засновників Демократичної партії Японії (ДПЯ), депутат нижньої палати парламенту Японії з 1986 року. Двічі обирався президентом партії: вперше займав цю посаду з 1999 по 2002 рік, удруге був вибраний в 2009 році. У 2004–2009 роках був генеральним секретарем ДПЯ, а в 1998–1999 роках — заступником генерального секретаря партії. До заснування ДПЯ був членом партії «Ініціатива», а до 1993 року — членом Ліберально-демократичної партії Японії.

## Біографія
Народився в Токіо 11 лютого 1947. Його прадід по батьківській лінії, Кадзуо Хатояма був головою палати представників японського парламенту з 1896 по 1897. Дід Юкіо по батьківській лінії, Ітіро Хатояма-старший, був прем'єр-міністром Японії з 1954 по 1956, він в 1955 заснував Ліберально-демократичну партію Японії, добився включення Японії до складу ООН і нормалізації відносин з СРСР.
Батько Юкіо, Ітіро Хатояма-молодший, був міністром закордонних справ Японії в 1976–1977, а його дружина Ясуко, мати Юкіо, була дочкою засновника корпорації Bridgestone Седзіро Ісибасі. Сім'ю Хатоями в пресі порівнювали з династією Кеннеді в США.
Хатояма вчився в середній школі, що входила в систему приватних елітних навчальних закладів «Гакусюїн», в яких досі навчаються члени японської імператорської сім'ї, але в 1964 закінчив державну старшу школу Коїсикава в Токіо. Спочатку Юкіо Хатояма не збирався йти стопами батька і діда, і вирішив зайнятися наукою. 1969 року він закінчив Токійський університет із ступенем бакалавра технічних наук, після чого виїхав за кордон і продовжив навчання в аспірантурі Стенфордського університету, де в 1976 році здобув ступінь кандидата наук (Ph.D) в області інженерного управління (managerial engineering). Після цього Хатояма повернувся до Японії в університет Сенсю (Senshu University), де в 1981 році здобув ступінь кандидата наук (Ph.D) в області управління і до 1983 року там же працював доцентом (assistant professor).
У 1983 пішов на роботу секретарем до свого батька, який тоді був членом верхньої палати (палати радників) японського парламенту від ЛДП. 1986 року Хатояма вирішив зайнятися політикою і був вибраний депутатом нижньої палати парламенту (палати представників) від 6-го виборчого округу на Хоккайдо як представник ЛДП (раніше від цього округу обирався його батько). Згодом він переобирався в цьому окрузі 8 разів. 
У 1990 займав пост віце-голови парламентського комітету з розвитку Хоккайдо. Спочатку Хатояма був не дуже популярним політиком, і за манеру мови і характер навіть отримав прізвисько Прибулець.
У червні 1993 після вотуму недовіри уряду Кійті Міядзави вийшов з ЛДП і став членом новоутвореної партії «Ініціатива» (Sakigake).
У 1993–1994 був заступником секретаря кабінету прем'єр-міністра Моріхіро Хосокави.
У квітні 1994 року «Ініціатива» залишила правлячу коаліцію, але вже в червні знов увійшла до нового коаліційного уряду, в якому головну роль грали Соціал-демократична партія Японії і ЛДП.
У липні 1994 призначений генеральним секретарем «Ініціативи».
У 1996 вступив в Демократичну партію Японії (попередницю сучасною ДП), ставши одним з її со-президентів, у вересні 1997 обраний генеральним секретарем «старої» ДП. Був одним із засновників «нової» ДП в квітні 1998 року (до її складу увійшла «стара» ДП і низка інших японських партій) і посів посаду заступника генсека партії, а у вересні 1999 року став її президентом. Хатояма займав пост президента ДП до грудня 2002 року, добровільно покинувши його через те, що деякі члени партії були незадоволені входженням до складу ДП Ліберальної партії Японії, очолюваної Ітіро Одзава (Ichiro Ozawa).
У 2001 обіймав посаду голови комітету з безпеки нижньої палати парламенту Японії, був відповідальним секретарем ДП. Як один з лідерів опозиції 2004 року він був спочатку «тіньовим» міністром внутрішніх справ, а потім закордонних справ. У вересні 2004 обраний генеральним секретарем ДП.
У травні 2009 президент ДП Ітіро Одзава пішов з посади після фінансового скандалу про фінансування партії, і на його місце був удруге вибраний Хатояма: за нього на внутріпартійних виборах в парламенті проголосували 124 з 220 однопартійців.
Влітку 2009 через наслідки світової економічної кризи рейтинги правлячою ЛДП і прем'єр-міністра Таро Асо впали до рекордних значень. 12 липня 2009 року в Токіо пройшли муніципальні вибори, які часто називали «барометром» рейтингу партій на прийдешніх загальних виборах. У Токіо ЛДП отримала 38 місць проти 54 у основного суперника — ДП. Це стало п'ятою поспіль поразкою ЛДП на місцевих виборах, Асо оголосив про розпуск нижньої палати парламенту, намічений на 21 липня, і дострокові загальні вибори, які мали відбутися 30 серпня 2009 року, — на два місяці раніше запланованого терміну. Відразу після заяви прем'єр-міністра Демократична партія Японії, Комуністична партія, Соціал-демократична партія і «Кокумін Синто» (Нова народна партія) оголосили про вотум недовіри уряду країни, проте нижня палата парламенту Японії, контрольована ЛДП, наклала на нього вето.

### На чолі уряду
30 серпня 2009 ДПЯ отримала перемогу на виборах в нижню палату парламенту. Якщо до виборів ЛДП належали в ній 300 з 480 місць, а ДП — 112, то після оголошення результатів в новому складі ДП дісталося 308, а ЛДП — 119 місць. Підсумки виборів в пресі назвали історичною поразкою ЛДП, яка з часів свого заснування в 1955 році лише один раз поступалася владою в середині 1990-х років. Експерти відзначали, що новий уряд може легко проводити реформи завдяки більшості в обох палатах парламенту, що бракувало ЛДП, всі законодавчі ініціативи якої стикалися з опозицією демократів після їхньої перемоги на виборах у верхню палату парламенту в 2007 році. Для посилення своїх позицій у верхній палаті парламенту Хатояма оголосив про початок переговорів про формування коаліції з Соціал-демократичною партією і «Кокумін Синто».
16 вересня 2009 Асо разом зі своїм кабінетом пішов у відставку, того ж дня 327 з 480 депутатів нижньої палати парламенту Японії проголосували за призначення Хатоями новим прем'єр-міністром. Увечері того ж дня Хатояма був офіційно призначений на посаду імператором Акіхіто і сформував свій кабінет міністрів, куди, окрім членів ДП, увійшли представники СДП і «Кокумін Синто».
У внутрішній політиці Хатояма і Демократична партія мають намір збільшити витратну частину японського бюджету і пенсії, а також зменшити податки. Хатояма заявляв, що має намір ослабити японську бюрократію і викоренити традицію «спадкоємства» місць в парламенті, хоча сам він був вибраний від того ж округу, що і його батько. Втім, критики заявляли, що у ДП немає чіткої економічної програми, щоб запровадити всі ці зміни в життя.
У зовнішній політиці ДП має намір зайнятися поліпшенням відносин з сусідами в азійському регіоні, навіть в збиток відносинам до головного союзника — США, проте прагнути при цьому стримувати нарощування військової потужності КНР. ДП має намір змінити конституцію Японії, щоб розширити миротворчі повноваження і підсилити обороноздатність Японських сил самооборони.

### Відставка
28 травня 2010 уряди Японії та США оприлюднили спільну заяву з питання передислокації американської бази Футемма, в якій говориться, що американська база Футемма в префектурі Окінава буде передислокована до міста Наго цієї префектури. Таким чином, Юкіо Хатояма не зміг виконати свою обіцянку про перенесення американської бази за межі префектури Окінава, дане ним у серпні 2009 року під час виборів до палати представників парламенту. Після цього він звільнив лідера Соціал-демократичної партії Японії Мідзухо Фукусіма з посади міністра у справах споживачів, в результаті Соціал-демократична партія вийшла з правлячої коаліції країни.
Підсумки опитування громадської думки показали, що рейтинг підтримки кабінету міністрів на чолі з Юкіо Хатояма впав нижче 20 відсотків. Заклики всередині Демократичної партії про відставку Юкіо Хатоями стали звучати все голосніше і голосніше.
8 червня 2010 прем'єр Юкіо Хатояма на пленарному засіданні парламентаріїв від Демократичної партії заявив, що вирішив піти у відставку. Юкіо Хатояма заявив, що готовий взяти на себе відповідальність за те, що уряду не вдалося вивести американську базу за межі префектури Окінава, а також відповідальність за вихід Соціал-демократичної партії з правлячої коаліції. Юкіо Хатояма також закликав генерального секретаря Демократичної партії Ітіро Одзаву наслідувати його приклад.
Відвідування анексованого Криму
Екс прем'єр-міністр Японії 10-14.03.2015 відвідав анексований Крим без узгодження з МЗС України. Під час поїздки назвав життя в анексованому Криму «щасливим» та критикував позицію японського уряду. 
Син Кітіро (Кічіро) проживає у Москві та працює викладачем у МДУ ім Ломоносова

## Виноски
1. ↑  Енциклопедія Брокгауз
2. ↑  Munzinger Personen
3. ↑  http://www.asianews.it/index.php?l=en&art=16529
4. ↑  Прем'єр-міністр Японії Юкіо Хатояма подав у відставку. Архів оригіналу за 5 березня 2014. Процитовано 2 червня 2010.